# Christopher Boeck
Christopher Nyholm Boeck, född den 18 september 1850, död den 22 februari 1932 var en dansk författare.
Boeck blev populär framst genom sina älskvärda och underhållande berättelser, såsom Arvingen til Skjoldnæs (1907, svensk översättning samma år), Julens Rose (1909, svensk översättning 1910), Porsby Præstegaard (1916, svensk översättning samma år) med flera romaner.

## Utmärkelser
- Riddare av Dannebrogorden,  1907[2]

[Redigera Wikidata]